# W.A.S.P. (альбом)
W.A.S.P. — дебютний студійний альбом американського хеві-метал-гурту W.A.S.P. Вийшов на лейблі Capitol Records в 1984 році. Показово, що свою назву альбом отримав лише згодом. На платівці з першим записом альбому було написано Winged Assassins. Коли з'явилися перші касети з альбомом, на них було вказано I Wanna Be Somebody як назву. Сьогодні, більшість видань називають цей альбом W.A.S.P.

## Про альбом
Перше видання альбому містило популярну пісню Animal (Fuck Like a Beast), але звукозаписна компанія наполягла на тому, щоб виключити його з офіційної версії. Через деякий час, пісня вийшла у вигляді синглу на незалежному лейблі у Великій Британії і лише в 1997 році увійшла на нову версію альбому.
Альбом потрапив на 74-те місце в американському хіт-параді Billboard 200, а в 1998 році W.A.S.P. отримав статус золотого альбому в США, будучи проданим понад 500 тисяч разів.
Музичний журнал Kerrang! позитивно відгукнувся про дебютний альбомі гурту W.A.S.P. В німецькому журналі Metal Hammer думки критиків розійшлися, деяким більшість пісень здалися дуже пересічними.

## Список композицій
Оригінальний альбом
| #   | Назва                     | Автор                                   | Тривалість |
| --- | ------------------------- | --------------------------------------- | ---------- |
| 1.  | «I Wanna Be Somebody»     |                                         | 3:43       |
| 2.  | «L.O.V.E. Machine»        |                                         | 3:51       |
| 3.  | «The Flame»               | Блекі Лоулесс, Chris Holmes, J. Marquez | 3:41       |
| 4.  | «B.A.D.»                  |                                         | 3:56       |
| 5.  | «School Daze»             |                                         | 3:35       |
| 6.  | «Hellion»                 |                                         | 3:39       |
| 7.  | «Sleeping (In The Fire)»  |                                         | 3:55       |
| 8.  | «On Your Knees»           |                                         | 3:48       |
| 9.  | «Tormentor»               | Lawless, Holmes                         | 4:10       |
| 10. | «The Torture Never Stops» |                                         | 3:56       |

Перезапис 1997 року
| #   | Назва                                       | Автор                    | Тривалість |
| --- | ------------------------------------------- | ------------------------ | ---------- |
| 1.  | «Animal (Fuck Like A Beast)»                |                          | 3:07       |
| 2.  | «I Wanna Be Somebody»                       |                          | 3:43       |
| 3.  | «L.O.V.E. Machine»                          |                          | 3:51       |
| 4.  | «The Flame»                                 | Lawless, Holmes, Marquez | 3:41       |
| 5.  | «B.A.D.»                                    |                          | 3:56       |
| 6.  | «School Daze»                               |                          | 3:35       |
| 7.  | «Hellion»                                   |                          | 3:39       |
| 8.  | «Sleeping (In The Fire)»                    |                          | 3:55       |
| 9.  | «On Your Knees»                             |                          | 3:48       |
| 10. | «Tormentor»                                 | Lawless, Holmes          | 4:10       |
| 11. | «The Torture Never Stops»                   |                          | 3:56       |
| 12. | «Show No Mercy»                             |                          | 3:48       |
| 13. | «Paint It Black» (The Rolling Stones Cover) | Мік Джаггер, Кіт Річардс | 3:27       |

## Учасники запису
- Блекі Лолесс — вокал, бас-гітара;
- Кріс Холмс — гітара, ритм-гітара;
- Ренді Пайпер — гітара, ритм-гітара;
- Тоні Річардс — ударні.